# 박희건
박희건(2001년 8월 13일 ~ )은 대한민국의 배우이자 모델이다.

## 학력
- 서울경인초등학교 (졸업)
- 양정중학교 (졸업)
- 영일고등학교 (졸업)

## 출연작

### 드라마
- 2007년 MBC 주말연속극 《내 인생의 황금기》
- 2007년 MBC 시즌드라마 《옥션하우스》
- 2008년 MBC 시즌드라마 《비포 앤 애프터 성형외과》
- 2008년 MBC 특별기획드라마 《에덴의 동쪽》 ... 신태호 / 이태호 역
- 2008년~2009년 SBS 주말특별기획 《가문의 영광》 ... 어린 하만기 역
- 2009년 MBC 미니시리즈 《맨땅에 헤딩》
- 2011년 SBS 주말특별기획 《여인의 향기》 ... 어린 채은석 역
- 2011년~2012년 KBS2 주말연속극 《오작교 형제들》 ... 황국수 역
- 2012년 KBS2 수목 미니시리즈 《세상 어디에도 없는 착한남자》 ... 이찬영 역
- 2014년 MBC 주말연속극 《호텔킹》 ... 어린 로먼 리 (주한) 역
- 2014년 KBS2 미니시리즈 《연애의 발견》 ... 성준 아역
- 2015년 KBS2 장애인의 날 특집드라마 《윈드미라클의 바람동화》 ... 석태 역
- 2017년 OCN 주말드라마 《블랙》

### 영화
- 2009년 《굿모닝 프레지던트》 ... 어린 지욱(장동건 아역)
- 2014년 《황구》 ... 김민구 역
- 2014년 《완벽한 고백》 .... 독립영화 주인공역
- 2015년 《소금별》 ...미잔 역
- 2015년 《오늘의 연애》 ... 준희 남친 역
- 2017년 《군함도》 ... 복진 역
- 2017년 《혜리》 ... 동생 역 (단편 영화)

### TV 프로그램
- 2012년 TV조선 《아이들을 웃겨라》

## 수상
- 2011년 KBS 연기대상 남자 청소년연기상[1]